# Astfeld (Sarntal)

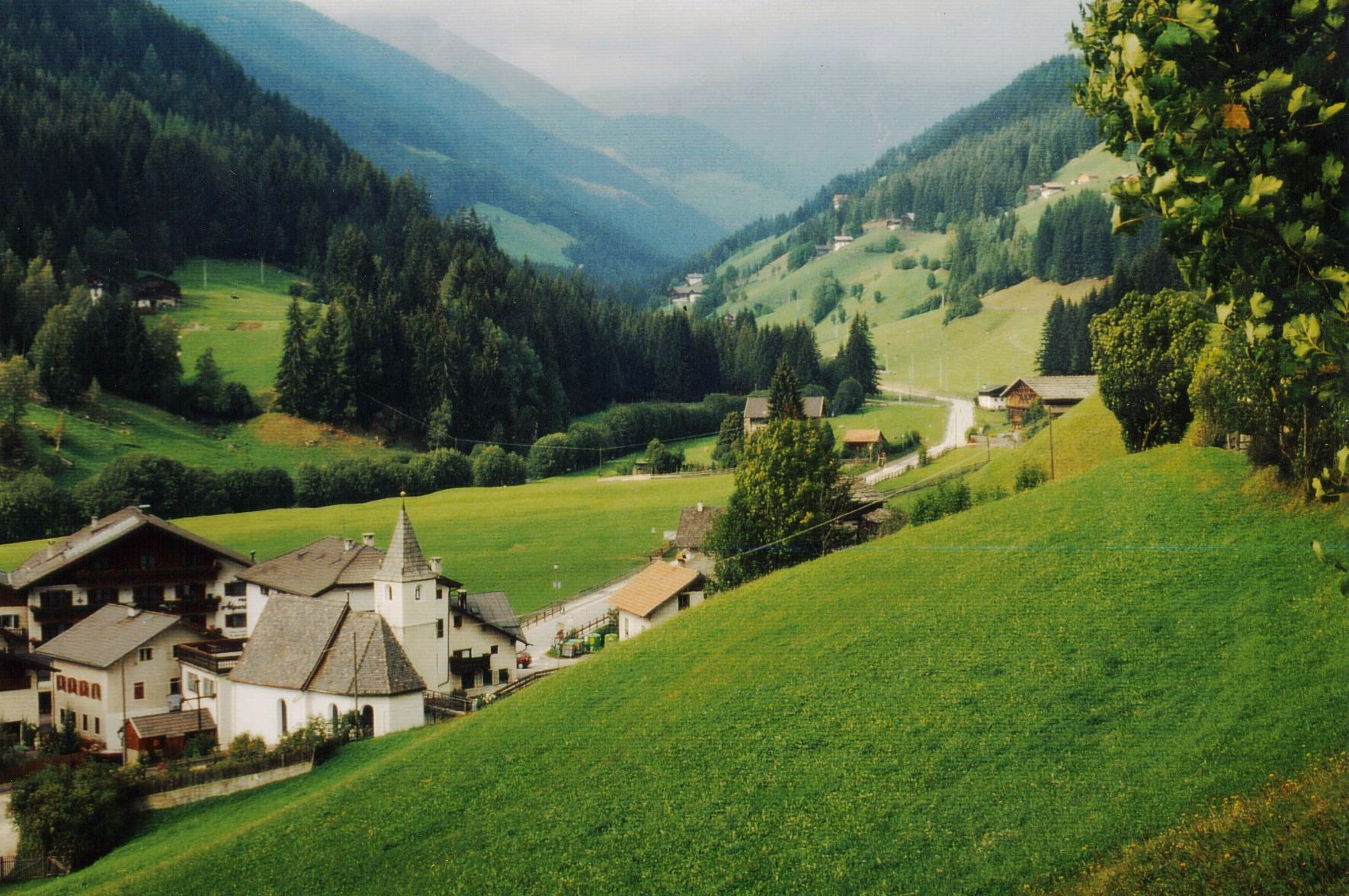
Blick von Astfeld mit dem Kirchlein St. Erasmus Richtung Nordwesten

Astfeld (italienisch Campolasta) ist eine Ortschaft in der Gemeinde Sarntal in Südtirol. Sie befindet sich auf etwa 1020 m Höhe an jener Stelle, wo das Durnholzer Tal vom Sarntal Richtung Nordosten abzweigt. Dementsprechend liegt Astfeld auch an der Einmündung des Durnholzer Bachs in die Talfer. Die nächstgelegenen Siedlungen sind talabwärts in dichter Folge das nahezu mit Astfeld zusammengewachsene Nordheim (die beiden Ortschaften, die zusammen rund 1000 Einwohner haben, werden gelegentlich auch zu Nordheim-Astfeld vermengt) und der Hauptort Sarnthein. Der von Astfeld talaufwärts folgende Abschnitt des Sarntals, ab hier auch Penser Tal genannt, ist wesentlich dünner besiedelt.
In Astfeld gibt es eine dem Hl. Erasmus geweihte Kirche sowie eine deutsche Grundschule.

## Geschichte
Die Örtlichkeit ist ersturkundlich im Jahr 1461 als Estveld genannt und etymologisch auf die Schafweide (zu althochdeutsch ouwiste) und das damit zusammenhängende Düngeverfahren zurückzuführen (Aste als Niederalm).